# شارلوت بونين
شارلوت بونين (بالإيطالية: Charlotte Bonin)‏ هي تريثلت إيطالية، ولدت في 10 فبراير 1987 في أوستا في إيطاليا.

## وصلات خارجية
- شارلوت بونين على موقع اتحاد الترياتلون الدولي (الإنجليزية)
- شارلوت بونين على موقع IAT Triathlon Database (الإنجليزية)
- شارلوت بونين على موقع اللجنة الأولمبية الدولية (الإنجليزية)
- شارلوت بونين على موقع أوليمبيديا (الإنجليزية)